# Soukoundougou
Soukoundougou est une localité située dans le département de Tikaré de la province du Bam dans la région Centre-Nord au Burkina Faso. 

## Géographie
Soukoundougou est situé à 8 km au sud-est de Tikaré, le chef-lieu du département, et à environ 12 kilomètres au sud-ouest de Kongoussi. Le village est également à 4 km au nord de Rouko.

## Éducation et santé
Le centre de soins le plus proche de Soukoundougou est le centre de santé et de promotion sociale (CSPS) de Rouko (dans le département homonyme) tandis que le centre médical avec antenne chirurgicale (CMA) de la province se trouve à Kongoussi.
Soukoundougou possède une école primaire publique.